# Az FC Internazionale Milano 2020–2021-es szezonja
Ez a szócikk az FC Internazionale Milano 2020–2021-es szezonjáról szól, mely sorozatban a 105., összességében pedig a 113. idénye az olasz első osztályban. Az előző szezon ezüstérmeseként a hazai bajnokság mellett az olasz kupában és a bajnokok ligájában indulhat. A szezon 2020. szeptember 26-án kezdődött és 2021. május 23-án fejeződött be. A 2009–10-es szezon után lett ismét bajnok a milánói csapat, ezzel egy 9 éves Juventus sorozatot szakított meg.

## Mezek
Gyártó: Nike
mezszponzor: Pirelli
| Hazai | Vendég | 3. számú | 4. számú |

### Kapus mezek
| Kapus 1 | Kapus 2 | Kapus 3 | Kapus 4 |

## Játékoskeret
2021. május 08-án lett legutóbb frissítve.
| #                                          | Név                 | Nemzet   | Poszt       | Születési idő (Kor)           | Átigazolás ideje | Átigazolás vége | Honnan                 | Pályára lépések | Gólok   | Jegyzet                  |
| Kapusok                                    | Kapusok             | Kapusok  | Kapusok     | Kapusok                       | Kapusok          | Kapusok         | Kapusok                | Kapusok         | Kapusok | Kapusok                  |
| ------------------------------------------ | ------------------- | -------- | ----------- | ----------------------------- | ---------------- | --------------- | ---------------------- | --------------- | ------- | ------------------------ |
| 1                                          | Samir Handanović    | szlovén  | kapus       | 1984. július 14. (40 éves)    | 2012             | 2021            | Udinese                | 387             | 0       | (csapatkapitány)         |
| 27                                         | Daniele Padelli     | olasz    | kapus       | 1985. október 25. (39 éves)   | 2017             | 2021            | Torino                 | 8               | 0       |                          |
| 35                                         | Filip Stanković     | szerb    | kapus       | 2002. február 25. (23 éves)   | 2020             | 2024            | utánpótlás rendszerből | 0               | 0       |                          |
| 97                                         | Andrei Radu         | román    | kapus       | 1997. május 28. (27 éves)     | 2019             | 2024            | Genoa                  | 2               | 0       |                          |
| Védők                                      |                     |          |             |                               |                  |                 |                        |                 |         |                          |
| 6                                          | Stefan de Vrij      | holland  | védő        | 1992. február 5. (33 éves)    | 2018             | 2023            | Lazio                  | 123             | 7       |                          |
| 11                                         | Aleksandar Kolarov  | szerb    | védő        | 1985. november 10. (39 éves)  | 2020             | 2021            | Roma                   | 11              | 0       |                          |
| 13                                         | Andrea Ranocchia    | olasz    | védő        | 1988. február 16. (37 éves)   | 2011             | 2021            | Genoa                  | 214             | 13      | Csapatkapitány-helyettes |
| 33                                         | Danilo D'Ambrosio   | olasz    | védő        | 1988. szeptember 9. (36 éves) | 2014             | 2021            | Torino                 | 231             | 20      |                          |
| 36                                         | Matteo Darmian      | olasz    | védő        | 1989. december 2. (35 éves)   | 2020             | 2021            | Parma                  | 31              | 2       | kölcsönben               |
| 37                                         | Milan Škriniar      | szlovák  | védő        | 1995. február 11. (30 éves)   | 2017             | 2023            | Sampdoria              | 165             | 7       |                          |
| 95                                         | Alessandro Bastoni  | olasz    | védő        | 1999. április 13. (26 éves)   | 2017             | 2023            | Atalanta               | 72              | 3       |                          |
| Középpályások                              |                     |          |             |                               |                  |                 |                        |                 |         |                          |
| 2                                          | Achraf Hakimi       | marokkói | középpályás | 1998. november 2. (26 éves)   | 2020             | 2025            | Real Madrid            | 42              | 7       |                          |
| 5                                          | Roberto Gagliardini | olasz    | középpályás | 1994. április 8. (31 éves)    | 2017             | 2023            | Atalanta               | 136             | 14      |                          |
| 8                                          | Matías Vecino       | uruguayi | középpályás | 1991. augusztus 24. (33 éves) | 2017             | 2022            | Fiorentina             | 101             | 11      |                          |
| 12                                         | Stefano Sensi       | olasz    | középpályás | 1995. augusztus 5. (29 éves)  | 2020             | 2024            | Sassuolo               | 37              | 3       |                          |
| 15                                         | Ashley Young        | angol    | középpályás | 1985. július 9. (39 éves)     | 2020             | 2021            | Manchester United      | 57              | 4       |                          |
| 22                                         | Arturo Vidal        | chilei   | középpályás | 1987. május 22. (37 éves)     | 2020             | 2022            | Barcelona              | 30              | 2       |                          |
| 23                                         | Nicolò Barella      | olasz    | középpályás | 1997. február 7. (28 éves)    | 2020             | 2024            | Cagliari               | 85              | 7       |                          |
| 24                                         | Christian Eriksen   | dán      | középpályás | 1992. február 14. (33 éves)   | 2020             | 2024            | Tottenham Hotspur      | 58              | 7       |                          |
| 77                                         | Marcelo Brozović    | horvát   | középpályás | 1992. november 16. (32 éves)  | 2015             | 2022            | Dinamo Zagreb          | 240             | 23      |                          |
| Csatárok                                   |                     |          |             |                               |                  |                 |                        |                 |         |                          |
| 7                                          | Alexis Sánchez      | chilei   | csatár      | 1988. december 19. (36 éves)  | 2020             | 2023            | Manchester United      | 68              | 11      |                          |
| 9                                          | Romelu Lukaku       | belga    | csatár      | 1993. május 13. (31 éves)     | 2019             | 2024            | Manchester United      | 92              | 61      |                          |
| 10                                         | Lautaro Martínez    | argentin | csatár      | 1997. augusztus 22. (27 éves) | 2018             | 2023            | Racing                 | 129             | 48      |                          |
| 14                                         | Ivan Perišić        | horvát   | csatár      | 1989. február 2. (36 éves)    | 2015             | 2022            | Wolfsburg              | 202             | 44      |                          |
| 99                                         | Andrea Pinamonti    | olasz    | csatár      | 1999. május 19. (25 éves)     | 2020             | 2024            | Genoa                  | 13              | 1       |                          |
| Játékosok akik a szezon során igazoltak el |                     |          |             |                               |                  |                 |                        |                 |         |                          |
| 44                                         | Radja Nainggolan    | belga    | középpályás | 1988. május 4. (36 éves)      | 2018             | 2022            | Roma                   | 37              | 7       | kölcsönben a Cagliarinál |

## Szakmai stáb
2020. július 29-én lett frissítve.
| Vezetőedző                   | Antonio Conte      |
| Segédedző                    | Cristian Stellini  |
| Kapusedző                    | Adriano Bonaiuti   |
| Erőnléti edző                | Costantino Coratti |
| Erőnléti edző                | Antonio Pintus     |
| Erőnléti edző                | Julio Tous         |
| Orvosi személyzet vezetője   | Piero Volpi        |
| Csapat orvos                 | Alessandro Corsini |
| Csapat orvos                 | Luca Pulici        |
| Csapat orvos                 | Alessandro Quaglia |
| Gyógytornász koordinátor     | Marco Dellacasa    |
| Gyógytornász                 | Leonardo Arici     |
| Gyógytornász                 | Ramon Cavallin     |
| Gyógytornász                 | Dario Fort         |
| Gyógytornász                 | Andrea Galli       |
| Gyógytornász/Csontkovács     | Andrea Veschi      |
| Funkcionális rehabilitáló    | Andrea Belli       |
| Fő táplálkozási tanácsadó    | Matteo Pincella    |
| Labdarúgást elemző menedzser | Michele Salzarulo  |
| Fitness adatok elemző        | Giuseppe Bellistri |
| Technikai-taktikai elemző    | Alessandro Davite  |
| Technikai-taktikai elemző    | Giacomo Toninato   |

## Átigazolások
2020. évi nyári átigazolási időszak, 
 2021. évi téli átigazolási időszak

### Érkezők
| Dátum                | Mezszám | Poszt       | Nemzet   | Név                    | Kor | Honnan            | Szerződés megnevezése | Átigazolási időszak                 | Szerződés vége | Átigazolás összege          | Forrás      |
| -------------------- | ------- | ----------- | -------- | ---------------------- | --- | ----------------- | --------------------- | ----------------------------------- | -------------- | --------------------------- | ----------- |
| 2020. június 5.      | –       | védő        | görög    | Georgiosz Vagiannidisz | 18  | Panathinaikósz    | átigazolás            | 2020. évi nyári átigazolási időszak | 2024 nyár      | 400 ezer €                  |             |
| 2020. július 2.      | 55      | védő        | marokkói | Achraf Hakimi          | 21  | Real Madrid       | átigazolás            | 2020. évi nyári átigazolási időszak | 2025 nyár      | 40M €                       | [ 6 ]       |
| 2020. augusztus 6.   | 7       | védő        | chilei   | Alexis Sánchez         | 31  | Manchester United | kölcsön után végleg   | 2020. évi nyári átigazolási időszak | 2023 nyár      | ingyen, lejárt a szerződése | [ 7 ] [ 8 ] |
| 2020. szeptember 1.  | 23      | középpályás | olasz    | Nicolò Barella         | 23  | Manchester United | kölcsön után végleg   | 2020. évi nyári átigazolási időszak | 2024 nyár      | 25 M €                      | [ 9 ]       |
| 2020. szeptember 1.  | 12      | középpályás | olasz    | Stefano Sensi          | 25  | Sassuolo          | kölcsön után végleg   | 2020. évi nyári átigazolási időszak | 2024 nyár      | 20M €                       | [ 10 ]      |
| 2020. szeptember 8.  | 11      | védő        | szerb    | Aleksandar Kolarov     | 34  | AS Roma           | átigazolás            | 2020. évi nyári átigazolási időszak | 2021 nyár      | 1.5M €                      | [ 11 ]      |
| 2020. szeptember 16. | -       | csatár      | svájci   | Darian Males           | 19  | Luzern            | átigazolás            | 2020. évi nyári átigazolási időszak | 2025 nyár      | 4M €                        | [ 12 ]      |
| 2020. szeptember 18. | 99      | csatár      | olasz    | Andrea Pinamonti       | 21  | Genoa             | átigazolás            | 2020. évi nyári átigazolási időszak | 2024 nyár      | 8M €                        | [ 13 ]      |
| 2020. szeptember 22. | 22      | középpályás | chilei   | Arturo Vidal           | 33  | Barcelona         | átigazolás            | 2020. évi nyári átigazolási időszak | 2023 nyár      | ingyen                      | [ 14 ]      |

### Kölcsönbe érkezők
| Dátum            | Mezszám | Poszt       | Név            | Kor | Honnan |
| ---------------- | ------- | ----------- | -------------- | --- | ------ |
| 2020. október 5. | 36      | középpályás | Matteo Darmian | 30  | Parma  |

### Kölcsönből visszatérők
| Dátum               | Poszt       | Név                 | Kor | Honnan             |
| ------------------- | ----------- | ------------------- | --- | ------------------ |
| 2020. augusztus 7.  | középpályás | Xian Emmers         | 21  | Waasland-Beveren   |
| 2020. augusztus 13. | csatár      | Matteo Rover        | 21  | Südtirol           |
| 2020. augusztus 19. | középpályás | Valentino Lazaro    | 24  | Newcastle United   |
| 2020. augusztus 26. | kapus       | Michele Di Gregorio | 23  | Pordenone          |
| 2020. augusztus 27. | középpályás | Lorenzo Gavioli     | 20  | Ravenna FC         |
| 2020. augusztus 31. | kapus       | Gabriel Brazão      | 19  | Albacete           |
| 2020. augusztus 31. | kapus       | Nicola Tintori      | 20  | Albacete           |
| 2020. augusztus 31. | kapus       | Andrei Radu         | 23  | Parma              |
| 2020. augusztus 31. | hátvéd      | Niccolò Corrado     | 20  | Arezzo             |
| 2020. augusztus 31. | hátvéd      | Dalbert Henrique    | 26  | Fiorentina         |
| 2020. augusztus 31. | hátvéd      | Federico Dimarco    | 22  | Hellas Verona      |
| 2020. augusztus 31. | hátvéd      | Davide Grassini     | 20  | Ravenna            |
| 2020. augusztus 31. | hátvéd      | Andrew Gravillon    | 22  | Sassuolo           |
| 2020. augusztus 31. | hátvéd      | Davide Zugaro       | 20  | Olbia              |
| 2020. augusztus 31. | középpályás | Elian Demirovič     | 20  | Chievo Verona      |
| 2020. augusztus 31. | középpályás | João Mário          | 27  | Lokomotyiv Moszkva |
| 2020. augusztus 31. | középpályás | Radja Nainggolan    | 32  | Cagliari           |
| 2020. augusztus 31. | középpályás | Andrea Palazzi      | 24  | Monza              |
| 2020. augusztus 31. | középpályás | Maj Rorič           | 20  | Sereď              |
| 2020. augusztus 31. | középpályás | Lorenzo Tassi       | 25  | Arezzo             |
| 2020. augusztus 31. | csatár      | Felice D'Amico      | 20  | Sampdoria          |
| 2020. augusztus 31. | csatár      | Yann Karamoh        | 22  | Parma              |
| 2020. augusztus 31. | csatár      | Samuele Longo       | 28  | Venezia            |
| 2020. augusztus 31. | csatár      | Ivan Perišić        | 31  | Bayern München     |
| 2020. augusztus 31. | csatár      | Andrea Pinamonti    | 21  | Genoa              |
| 2020. augusztus 31. | csatár      | Eddie Salcedo       | 18  | Hellas Verona      |
| 2020. augusztus 31. | csatár      | Vincenzo Tommasone  | 25  | Carpi              |
| 2020. október 4.    | csatár      | Marco Pompetti      | 20  | Pisa               |

### Kölcsönbe távozók
| Dátum                | Mezszám | Poszt       | Név                  | Kor  | Hová                     | forrás |      |
| Nyár                 | Nyár    | Nyár        | Nyár                 | Nyár | Nyár                     | Nyár   | Nyár |
| -------------------- | ------- | ----------- | -------------------- | ---- | ------------------------ | ------ | ---- |
| 2020. augusztus 8.   |         | középpályás | Xian Emmers          | 21   | Almere City              | [ 15 ] |      |
| 2020. augusztus 20.  |         | középpályás | Valentino Lazaro     | 24   | Borussia Mönchengladbach | [ 16 ] |      |
| 2020. augusztus 27.  |         | Kapus       | Michele Di Gregorio  | 23   | AC Monza                 | [ 17 ] |      |
| 2020. augusztus 28.  |         | középpályás | Lorenzo Gavioli      | 20   | Feralpisalò              | [ 18 ] |      |
| 2020. augusztus 31.  |         | Kapus       | Gabriel Brazão       | 19   | Real Oviedo              | [ 19 ] |      |
| 2020. szeptember 03. |         | hátvéd      | Niccolò Corrado      | 20   | Palermo                  | [ 20 ] |      |
| 2020. szeptember 09. |         | hátvéd      | Federico Dimarco     | 22   | Hellas Verona            | [ 21 ] |      |
| 2020. szeptember 14. |         | középpályás | Thomas Schirò        | 20   | Carrarese                | [ 22 ] |      |
| 2020. szeptember 15. |         | kapus       | Giacomo Pozzer       | 19   | Monopoli                 | [ 23 ] |      |
| 2020. szeptember 16. |         | hátvéd      | Jacopo Gianelli      | 19   | Pro Sesto                | [ 24 ] |      |
| 2020. szeptember 16. |         | középpályás | Michael Ntube        | 19   | Pro Sesto                | [ 24 ] |      |
| 2020. szeptember 17. |         | csatár      | Edoardo Vergani      | 19   | Bologna                  | [ 25 ] |      |
| 2020. szeptember 23. |         | hátvéd      | Davide Zugaro        | 20   | Giana Erminio            | [ 26 ] |      |
| 2020. szeptember 24. |         | középpályás | Lucien Agoumé        | 18   | Spezia                   | [ 27 ] |      |
| 2020. szeptember 25. |         | csatár      | Darian Males         | 19   | Genoa                    | [ 28 ] |      |
| 2020. szeptember 25. |         | csatár      | Sebastiano Esposito  | 18   | SPAL                     | [ 29 ] |      |
| 2020. szeptember 25. |         | középpályás | Antonio Candreva     | 33   | Sampdoria                | [ 30 ] |      |
| 2020. szeptember 25. |         | csatár      | Eddie Salcedo        | 18   | Hellas Verona            | [ 31 ] |      |
| 2020. szeptember 25. |         | hátvéd      | Andrew Gravillon     | 22   | Lorient                  | [ 32 ] |      |
| 2020. október 1.     |         | hátvéd      | Georgios Vagiannidis | 19   | Sint-Truidense           | [ 33 ] |      |
| 2020. október 3.     |         | hátvéd      | Dalbert              | 27   | Rennais                  | [ 34 ] |      |
| 2020. október 5.     |         | csatár      | Samuele Mulattieri   | 19   | Volendam                 | [ 35 ] |      |
| 2020. október 5.     |         | hátvéd      | Lorenzo Pirola       | 19   | AC Monza                 | [ 36 ] |      |
| 2020. október 5.     |         | középpályás | Marco Pompetti       | 20   | Cavese                   | [ 37 ] |      |
| 2020. október 6.     |         | középpályás | João Mário           | 27   | Sporting CP              | [ 38 ] |      |
| Tél                  |         |             |                      |      |                          |        |      |
| 2021. január 1.      | 44      | középpályás | Radja Nainggolan     | 32   | Cagliari                 | [ 39 ] |      |

### Távozók
| Dátum                | Mezszám | Poszt       | Nemzet   | Név                | Kor | Hová                   | Szerződés megnevezése | Átigazolási időszak                 | Átigazolás összege        | Forrás |
| -------------------- | ------- | ----------- | -------- | ------------------ | --- | ---------------------- | --------------------- | ----------------------------------- | ------------------------- | ------ |
| 2020. május 31.      | –       | csatár      | argentin | Mauro Icardi       | 27  | PSG                    | átigazolás            | 2020. évi nyári átigazolási időszak | 50 M €                    | [ 40 ] |
| 2020. augusztus 14.  | –       | csatár      | olasz    | Matteo Rover       | 21  | Südtirol               | átigazolás            | 2020. évi nyári átigazolási időszak | Nem hozták nyilvánosságra | [ 41 ] |
| 2020. szeptember 1.  | –       | középpályás | spanyol  | Borja Valero       | 35  | Fiorentina             | átigazolás            | 2020. évi nyári átigazolási időszak | ingyen                    |        |
| 2020. szeptember 1.  | –       | kapus       | argentin | Tommaso Berni      | 37  | Szabadúszó             | Klubnélküli           | 2020. évi nyári átigazolási időszak | N/A                       | [ 41 ] |
| 2020. szeptember 1.  | –       | középpályás | olasz    | Andrea Palazzi     | 24  | Monza                  | átigazolás            | 2020. évi nyári átigazolási időszak | 2 M €                     |        |
| 2020. szeptember 1.  | –       | csatár      | olasz    | Felice D'Amico     | 20  | Sampdoria              | átigazolás            | 2020. évi nyári átigazolási időszak | 0.4 M €                   |        |
| 2020. szeptember 1.  | –       | csatár      | francia  | Yann Karamoh       | 22  | Parma                  | átigazolás            | 2020. évi nyári átigazolási időszak | 8 M €                     |        |
| 2020. szeptember 1.  | –       | csatár      | olasz    | Andrea Pinamonti   | 21  | Genoa                  | átigazolás            | 2020. évi nyári átigazolási időszak | 18 M €                    |        |
| 2020. szeptember 1.  | –       | csatár      | olasz    | Vincenzo Tommasone | 25  | Szabadúszó             | klubnélküli           | 2020. évi nyári átigazolási időszak | N/A                       |        |
| 2020. szeptember 14. | –       | hátvéd      | olasz    | Davide Grassini    | 20  | Carrarese              | átigazolás            | 2020. évi nyári átigazolási időszak | nem hozták nyilvánosságra |        |
| 2020. szeptember 18. | –       | középpályás | szlovén  | Elian Demirovič    | 20  | Fermana                | átigazolás            | 2020. évi nyári átigazolási időszak | Nem hozták nyilvánosságra |        |
| 2020. szeptember 24. | –       | kapus       | olasz    | Nicola Tintori     | 20  | Pro Vercelli           | átigazolás            | 2020. évi nyári átigazolási időszak | Nem hozták nyilvánosságra |        |
| 2020. szeptember 24. | –       | hátvéd      | uruguayi | Diego Godín        | 34  | Cagliari               | átigazolás            | 2020. évi nyári átigazolási időszak | ingyen                    | [ 42 ] |
| 2020. szeptember 30. | –       | középpályás | szlovén  | Maj Rorič          | 20  | Celje                  | átigazolás            | 2020. évi nyári átigazolási időszak | nem hozták nyilvánosságra |        |
| 2020. szeptember 30. | –       | középpályás | ghánai   | Kwadwo Asamoah     | 31  | klubnélküli szabadúszó |                       | 2020. évi nyári átigazolási időszak | N/A                       |        |
| 2021. január 11.     | –       | csatár      | francia  | Axel Bakayoko      | 22  |                        | átigazolás            | 2021. évi téli átigazolási időszak  | ingyen                    |        |

## Tabella
| Hely. | Csapat             | M  | Gy | D | V | G+ | G– | Gk  | P  | Továbbjutás vagy kiesés     |
| ----- | ------------------ | -- | -- | - | - | -- | -- | --- | -- | --------------------------- |
| 1.    | Internazionale (B) | 38 | 28 | 7 | 3 | 89 | 35 | +54 | 91 | Bajnokok Ligája, csoportkör |
| 2.    | Milan              | 38 | 24 | 7 | 7 | 74 | 41 | +33 | 79 | Bajnokok Ligája, csoportkör |
| 3.    | Atalanta           | 38 | 23 | 9 | 6 | 90 | 47 | +43 | 78 | Bajnokok Ligája, csoportkör |
| 4.    | Juventus CV        | 38 | 23 | 9 | 6 | 77 | 38 | +39 | 78 | Bajnokok Ligája, csoportkör |
| 5.    | Napoli             | 38 | 24 | 5 | 9 | 86 | 41 | +45 | 77 | Európa-liga, csoportkör     |

## Előszezon/barátságos mérkőzés
| 2020. szeptember 15., (a mérkőzés összefoglalója az inter hivatalos oldalán.) 17:00, (a mérkőzés összefoglalója képekben az inter hivatalos oldalán.) |

| Internazionale                                                         | 5 – 0               | Lugano |
| ---------------------------------------------------------------------- | ------------------- | ------ |
| Dalbert 4' Martínez 36' Kecskés 36' Martínez 43' Lukaku 47' (11-esből) | (4 – 0) Jegyzőkönyv |        |

| Angelo Moratti Sports Centre, Appiano Gentile, Olaszország Játékvezető: Abdoulaye Diop (olasz) |

| 2020. szeptember 18. 17:00, (a mérkőzés összefoglalója az inter hivatalos oldalán képekben.) |

| Internazionale                          | 7 – 0           | Carrarese |
| --------------------------------------- | --------------- | --------- |
| Lukaku , Sánchez Young Martínez Salcedo | (–) Jegyzőkönyv |           |

| Angelo Moratti Sports Centre, Appiano Gentile, Olaszország Nézőszám: 0 |

| 2020. szeptember 19. 18:00 |

| Internazionale                                                    | 7 – 0               | Pisa |
| ----------------------------------------------------------------- | ------------------- | ---- |
| Lukaku 5' Gagliardini 11' Martínez 16', 35', 38' Eriksen 20', 74' | (6 – 0) Jegyzőkönyv |      |

| Giuseppe Meazza Stadion, Milánó, Olaszország Nézőszám: 0 |

## Serie A

### Szeptember
| 2020. szeptember 26. 20:45 |

| Internazionale                                          | 4 – 3               | Fiorentina                           |
| ------------------------------------------------------- | ------------------- | ------------------------------------ |
| Martínez 45+2' Ceccherini 52' Lukaku 88' D’Ambrosio 89' | (1 – 1) Jegyzőkönyv | 3' Kouamé 57' Castrovilli 63' Chiesa |

| Giuseppe Meazza Stadion, Milánó Nézőszám: 0 (megjegyzés:Az olaszországi COVID-19 járvány miatt a mérkőzést zárt ajtók mögött játszották) Játékvezető: Gianpaolo Calvarese (olasz) |

| 2020. szeptember 30. 18:00 |

| Benevento        | 2 – 5               | Internazionale                                         |
| ---------------- | ------------------- | ------------------------------------------------------ |
| Caprari 34', 76' | (1 – 4) Jegyzőkönyv | 1', 28' Lukaku 25' Gagliardini 42' Hakimi 71' Martínez |

| Stadio Ciro Vigorito, Benevento Nézőszám: 0 (megjegyzés:Az olaszországi COVID-19 járvány miatt a mérkőzést zárt ajtók mögött játszották) Játékvezető: Marco Piccinini (olasz) |

#### Október
| 2020. október 4. 15:00 |

| Lazio                | 1 – 1               | Internazionale |
| -------------------- | ------------------- | -------------- |
| Milinković-Savić 55' | (0 – 1) Jegyzőkönyv | 30' Martínez   |

| Olimpiai Stadion, Róma Nézőszám: 0 (megjegyzés:Az olaszországi COVID-19 járvány miatt a mérkőzést zárt ajtók mögött játszották) Játékvezető: Marco Guida (olasz) |

| 2020. október 17. 18:00 |

| Internazionale | 1 – 2               | Milan                |
| -------------- | ------------------- | -------------------- |
| Lukaku 29'     | (1 – 2) Jegyzőkönyv | 13', 16' Ibrahimović |

| Giuseppe Meazza, Milánó Nézőszám: 0 (megjegyzés:Az olaszországi COVID-19 járvány miatt a mérkőzést zárt ajtók mögött játszották) Játékvezető: Maurizio Mariani (olasz) |

| 2020. október 24. 18:00 |

| Genoa | 0 – 2               | Internazionale            |
| ----- | ------------------- | ------------------------- |
|       | (0 – 0) Jegyzőkönyv | 64' Lukaku 79' D'Ambrosio |

| Luigi Ferraris Stadion, Genova Nézőszám: 0 (megjegyzés:Az olaszországi COVID-19 járvány miatt a mérkőzést zárt ajtók mögött játszották) Játékvezető: Davide Massa (olasz) |

| 2020. október 31. 18:00 |

| Internazionale             | 2 – 2               | Parma             |
| -------------------------- | ------------------- | ----------------- |
| Brozović 64' Perišić 90+2' | (0 – 0) Jegyzőkönyv | 46', 62' Gervinho |

| Giuseppe Meazza, Milánó Nézőszám: 0 (megjegyzés:Az olaszországi COVID-19 járvány miatt a mérkőzést zárt ajtók mögött játszották) Játékvezető: Marco Piccinini (olasz) |

#### November
| 2020. november 8. 15:00 |

| Atalanta      | 1 – 1               | Internazionale |
| ------------- | ------------------- | -------------- |
| Mirancsuk 79' | (0 – 0) Jegyzőkönyv | 59' Martínez   |

| Gewiss Stadion, Bergamo Nézőszám: 0 (megjegyzés:Az olaszországi COVID-19 járvány miatt a mérkőzést zárt ajtók mögött játszották) Játékvezető: Daniele Doveri (olasz) |

| 2020. november 22. 15:00 |

| Internazionale                                      | 4 – 2               | Torino                            |
| --------------------------------------------------- | ------------------- | --------------------------------- |
| Sánchez 64' Lukaku 67', 84' (11-esből) Martínez 90' | (0 – 1) Jegyzőkönyv | 45+2' Zaza 62' (11-esből) Ansaldi |

| Giuseppe Meazza Stadion, Milánó Nézőszám: 0 (megjegyzés:Az olaszországi COVID-19 járvány miatt a mérkőzést zárt ajtók mögött játszották) Játékvezető: Federico La Penna (olasz) |

| 2020. november 28. 15:00 |

| Sassuolo | 0 – 3               | Internazionale                         |
| -------- | ------------------- | -------------------------------------- |
|          | (0 – 2) Jegyzőkönyv | 4' Sánchez 14' Sánchez 60' Gagliardini |

| Citta del Tricolor, Reggio Emilia Nézőszám: 0 (megjegyzés:Az olaszországi COVID-19 járvány miatt a mérkőzést zárt ajtók mögött játszották) Játékvezető: Massimiliano Irrati (olasz) |

#### December
| 2020. december 5. 20:45 |

| Internazionale             | 3 – 1               | Bologna     |
| -------------------------- | ------------------- | ----------- |
| Lukaku 16' Hakimi 45', 70' | (2 – 0) Jegyzőkönyv | 67' Vignato |

| Giuseppe Meazza Stadion, Milánó Nézőszám: 0 (megjegyzés:Az olaszországi COVID-19 járvány miatt a mérkőzést zárt ajtók mögött játszották) Játékvezető: Paolo Valeri (olasz) |

| 2020. december 13. 12:30 |

| Cagliari   | 1 – 3               | Internazionale                          |
| ---------- | ------------------- | --------------------------------------- |
| Sottil 42' | (1 – 0) Jegyzőkönyv | 77' Barella 84' D’Ambrosio 90+4' Lukaku |

| Sardegna Arena, Cagliari Nézőszám: 0 (megjegyzés:Az olaszországi COVID-19 járvány miatt a mérkőzést zárt ajtók mögött játszották) Játékvezető: Fabrizio Pasqua |

| 2020. december 16. 20:45 |

| Internazionale        | 1 – 0               | Napoli |
| --------------------- | ------------------- | ------ |
| Lukaku 71' (11-esből) | (0 – 0) Jegyzőkönyv |        |

| Giuseppe Meazza Stadion, Milánó Nézőszám: 0 (megjegyzés:Az olaszországi COVID-19 járvány miatt a mérkőzést zárt ajtók mögött játszották) Játékvezető: Davide Massa (olasz) |

| 2020. december 20. 15:00 |

| Internazionale                   | 2 – 1               | Spezia        |
| -------------------------------- | ------------------- | ------------- |
| Hakimi 52' Lukaku 71' (11-esből) | (0 – 0) Jegyzőkönyv | 90+4' Piccoli |

| Giuseppe Meazza Stadion, Milánó Nézőszám: 0 (megjegyzés:Az olaszországi COVID-19 járvány miatt a mérkőzést zárt ajtók mögött játszották) Játékvezető: Michael Fabbri (olasz) |

| 2020. december 23. 18:30 |

| Hellas Verona | 1 – 2               | Internazionale            |
| ------------- | ------------------- | ------------------------- |
| Ilić 63'      | (0 – 0) Jegyzőkönyv | 52' Martínez 62' Škriniar |

| Marcantonio Bentegodi Stadion, Verona Nézőszám: 0 (megjegyzés:Az olaszországi COVID-19 járvány miatt a mérkőzést zárt ajtók mögött játszották) Játékvezető: Piero Giacomelli (olasz) |

#### Január
| 2021. január 3. 12:30 |

| Internazionale                                           | 6 – 2               | Crotone                              |
| -------------------------------------------------------- | ------------------- | ------------------------------------ |
| Martínez 20', 57', 78' Marrone 31' Lukaku 64' Hakimi 87' | (2 – 2) Jegyzőkönyv | 12' Zanellato 36' (11-esből) Golemić |

| Giuseppe Meazza Stadion, Milánó Nézőszám: 0 (megjegyzés:Az olaszországi COVID-19 járvány miatt a mérkőzést zárt ajtók mögött játszották) Játékvezető: Gianluca Aureliano (olasz) |

| 2021. január 6. 15:00 |

| Sampdoria                         | 2 – 1               | Internazionale      |
| --------------------------------- | ------------------- | ------------------- |
| Candreva 23' (11-esből) Baldé 38' | (2 – 0) Jegyzőkönyv | Sánchez 65' de Vrij |

| Luigi Ferraris Stadion, Genova Nézőszám: 0 (megjegyzés:Az olaszországi COVID-19 járvány miatt a mérkőzést zárt ajtók mögött játszották) Játékvezető: Paolo Valeri (olasz) |

| 2021. január 10. 12:30 |

| AS Roma                    | 2 – 2               | Internazionale          |
| -------------------------- | ------------------- | ----------------------- |
| Pellegrini 17' Mancini 87' | (1 – 0) Jegyzőkönyv | 56' Škriniar 63' Hakimi |

| Olimpiai Stadion, Róma Nézőszám: 0 (megjegyzés:Az olaszországi COVID-19 járvány miatt a mérkőzést zárt ajtók mögött játszották) Játékvezető: Marco Di Bello (olasz) |

| 2021. január 17. 20:45 |

| Internazionale        | 2 – 0               | Juventus |
| --------------------- | ------------------- | -------- |
| Vidal 12' Barella 52' | (1 – 0) Jegyzőkönyv |          |

| Giuseppe Meazza Stadion, Milánó Nézőszám: 0 (megjegyzés:Az olaszországi COVID-19 járvány miatt a mérkőzést zárt ajtók mögött játszották) Játékvezető: Daniele Doveri (olasz) |

| 2021. január 23. 18:00 |

| Udinese | 0 – 0       | Internazionale |
| ------- | ----------- | -------------- |
|         | Jegyzőkönyv |                |

| Friuli Stadion, Udine Nézőszám: 0 (megjegyzés:Az olaszországi COVID-19 járvány miatt a mérkőzést zárt ajtók mögött játszották) Játékvezető: Fabio Maresca (olasz) |

| 2021. január 30. 20:45 |

| Internazionale                          | 4 – 0               | Benevento |
| --------------------------------------- | ------------------- | --------- |
| Improta 7' Martínez 57' Lukaku 67', 78' | (1 – 0) Jegyzőkönyv |           |

| Giuseppe Meazza Stadion, Milánó Nézőszám: 0 (megjegyzés:Az olaszországi COVID-19 járvány miatt a mérkőzést zárt ajtók mögött játszották) Játékvezető: Fabrizio Pasqua (olasz) |

#### Február
| 2021. február 5. 20:45 |

| Fiorentina | 0 – 2               | Internazionale          |
| ---------- | ------------------- | ----------------------- |
|            | (0 – 1) Jegyzőkönyv | 31' Barella 52' Perišić |

| Artemio Franchi Stadion, Firenze Nézőszám: 0 (megjegyzés:Az olaszországi COVID-19 járvány miatt a mérkőzést zárt ajtók mögött játszották) Játékvezető: Federico La Penna (olasz) |

| 2021. február 14. 20:45 |

| Internazionale                          | 3 – 1               | Lazio         |
| --------------------------------------- | ------------------- | ------------- |
| Lukaku 22' (11-esből), 45' Martínez 64' | (2 – 0) Jegyzőkönyv | 61' Escalante |

| Giuseppe Meazza Stadion, Milánó Nézőszám: 0 (megjegyzés:Az olaszországi COVID-19 járvány miatt a mérkőzést zárt ajtók mögött játszották) Játékvezető: Michael Fabbri (olasz) |

| 2021. február 21. 15:00 |

| AC Milan | 0 – 3               | Internazionale              |
| -------- | ------------------- | --------------------------- |
|          | (0 – 1) Jegyzőkönyv | 5', 57' Martínez 66' Lukaku |

| San Siro, Milánó Nézőszám: 0 (megjegyzés:Az olaszországi COVID-19 járvány miatt a mérkőzést zárt ajtók mögött játszották) Játékvezető: Daniele Doveri (olasz) |

| 2021. február 28. 15:00 |

| Internazionale                    | 3 – 0               | Genoa |
| --------------------------------- | ------------------- | ----- |
| Lukaku 1' Darmian 69' Sánchez 77' | (1 – 0) Jegyzőkönyv |       |

| Giuseppe Meazza Stadion, Milánó Nézőszám: 0 (megjegyzés:Az olaszországi COVID-19 járvány miatt a mérkőzést zárt ajtók mögött játszották) Játékvezető: Daniele Chiffi (olasz) |

#### Március
| 2021. március 4. 20:45 |

| Parma       | 1 – 2               | Internazionale   |
| ----------- | ------------------- | ---------------- |
| Hernani 71' | (0 – 0) Jegyzőkönyv | Sánchez 54', 62' |

| Ennio Tardini Stadion, Parma Nézőszám: 0 (megjegyzés:Az olaszországi COVID-19 járvány miatt a mérkőzést zárt ajtók mögött játszották) Játékvezető: Fabrizio Pasqua (olasz) |

| 2021. március 8. 20:45 |

| Internazionale | 1 – 0               | Atalanta |
| -------------- | ------------------- | -------- |
| Škriniar 54'   | (0 – 0) Jegyzőkönyv |          |

| Giuseppe Meazza Stadion, Milánó Nézőszám: 0 (megjegyzés:Az olaszországi COVID-19 járvány miatt a mérkőzést zárt ajtók mögött játszották) Játékvezető: Maurizio Mariani (olasz) |

| 2021. március 14. 15:00 |

| Torino       | 1 – 2               | Internazionale                     |
| ------------ | ------------------- | ---------------------------------- |
| Sanabria 70' | (0 – 0) Jegyzőkönyv | 62' (11-esből) Lukaku 85' Martínez |

| Olimpiai Stadion, Torino Nézőszám: 0 (megjegyzés:Az olaszországi COVID-19 járvány miatt a mérkőzést zárt ajtók mögött játszották) Játékvezető: Paolo Valeri (olasz) |

#### Április
| 2021. április 3. 20:45 |

| Bologna | 0 – 1       | Internazionale |
| ------- | ----------- | -------------- |
|         | Jegyzőkönyv | Lukaku 32'     |

| Renato Dall’Ara Stadion, Bologna Nézőszám: 0 (megjegyzés:Az olaszországi COVID-19 járvány miatt a mérkőzést zárt ajtók mögött játszották) Játékvezető: Piero Giacomelli (olasz) |

| 2021. április 7. 20:45 |

| Internazionale          | 2 – 1               | Sassuolo   |
| ----------------------- | ------------------- | ---------- |
| Lukaku 10' Martínez 67' | (1 – 0) Jegyzőkönyv | 85' Traorè |

| Giuseppe Meazza Stadion, Milánó Nézőszám: 0 (megjegyzés:Az olaszországi COVID-19 járvány miatt a mérkőzést zárt ajtók mögött játszották) Játékvezető: Massimiliano Irrati (olasz) |

| 2021. április 11. 12:30 |

| Internazionale | 1 – 0               | Cagliari |
| -------------- | ------------------- | -------- |
| Darmian 77'    | (0 – 0) Jegyzőkönyv |          |

| Giuseppe Meazza Stadion, Milánó Nézőszám: 0 (megjegyzés:Az olaszországi COVID-19 járvány miatt a mérkőzést zárt ajtók mögött játszották) Játékvezető: Luca Pairetto (olasz) |

| 2021. április 18. 20:45 |

| Napoli         | 1 – 1               | Internazionale |
| -------------- | ------------------- | -------------- |
| Handanović 36' | (1 – 0) Jegyzőkönyv | 55' Eriksen    |

| Diego Armando Maradona Stadion, Nápoly Nézőszám: 0 (megjegyzés:Az olaszországi COVID-19 járvány miatt a mérkőzést zárt ajtók mögött játszották) Játékvezető: Daniele Doveri (olasz) |

| 2020. április 21. 20:45 |

| Spezia     | 1 – 1       | Internazionale |
| ---------- | ----------- | -------------- |
| Farias 12' | Jegyzőkönyv | 39' Perišić    |

| Alberto Picco stadion, La Spezia Nézőszám: 0 (megjegyzés:Az olaszországi COVID-19 járvány miatt a mérkőzést zárt ajtók mögött játszották) Játékvezető: Daniele Chiffi (olasz) |

| 2021. április 25. 15:00 |

| Internazionale | 1 – 0               | Hellas Verona |
| -------------- | ------------------- | ------------- |
| Darmian 76'    | (0 – 0) Jegyzőkönyv |               |

| Giuseppe Meazza Stadion, Milánó Nézőszám: 0 (megjegyzés:Az olaszországi COVID-19 járvány miatt a mérkőzést zárt ajtók mögött játszották) Játékvezető: Rosario Abisso (olasz) |

#### Május
| 2021. május 2. 18:00 |

| Crotone | 0 – 2               | Internazionale           |
| ------- | ------------------- | ------------------------ |
|         | (0 – 0) Jegyzőkönyv | 69' Eriksen 90+2' Hakimi |

| Stadio Ezio Scida, Crotone Nézőszám: 0 (megjegyzés:Az olaszországi COVID-19 járvány miatt a mérkőzést zárt ajtók mögött játszották) Játékvezető: Alessandro Prontera (olasz) |

| 2021. május 8. 18:00 |

| Internazionale                                                        | 5 – 1               | Sampdoria |
| --------------------------------------------------------------------- | ------------------- | --------- |
| Gagliardini 4' Sánchez 26', 36' Pinamonti 61' Martínez 70' (11-esből) | (3 – 1) Jegyzőkönyv | 35' Baldé |

| Giuseppe Meazza Stadion, Milánó Nézőszám: 0 (megjegyzés:Az olaszországi COVID-19 járvány miatt a mérkőzést zárt ajtók mögött játszották) Játékvezető: Giovanni Ayroldi (olasz) |

| 2021. május 12. 20:45 |

| Internazionale                 | 3 – 1               | AS Roma       |
| ------------------------------ | ------------------- | ------------- |
| Brozović 11' Vecino Lukaku 90' | (2 – 1) Jegyzőkönyv | 31' Mhitarján |

| Giuseppe Meazza Stadion, Milánó Nézőszám: 0 (megjegyzés:Az olaszországi COVID-19 járvány miatt a mérkőzést zárt ajtók mögött játszották) Játékvezető: Daniele Chiffi (olasz) |

| 2021. május 15. 18:00 |

| Juventus                                     | 3 – 2               | Internazionale           |
| -------------------------------------------- | ------------------- | ------------------------ |
| Ronaldo , 24' Cuadrado 45+3', 88' (11-esből) | (2 – 1) Jegyzőkönyv | 35' Lukaku 83' Chiellini |

| Juventus Aréna, Torino Nézőszám: 0 Játékvezető: Gianpaolo Calvarese (olasz) |

| 2021. május 23. 15:00 |

| Internazionale                                                      | 5 – 1               | Udinese Calcio         |
| ------------------------------------------------------------------- | ------------------- | ---------------------- |
| Young 8' Eriksen 44' Martínez 55' (11-esből) Perišić 64' Lukaku 71' | (3 – 0) Jegyzőkönyv | 79' (11-esből) Pereyra |

| Giuseppe Meazza Stadion, Milánó Nézőszám: 0 Játékvezető: Manuel Volpi (olasz) |

## TIMolasz kupa
| 2021. január 13. 15:00 |

| Fiorentina | 1 – 2 (h. u.)       | Internazionale                  |
| ---------- | ------------------- | ------------------------------- |
| Kouamé 57' | (0 – 1) Jegyzőkönyv | 40' (11-esből) Vidal 119'Lukaku |

| Artemio Franchi Stadion, Firenze Nézőszám: 0 (megjegyzés:Az olaszországi COVID-19 járvány miatt a mérkőzést zárt ajtók mögött játszották) Játékvezető: Davide Massa |

| 2021 január 26. 20:45 |

| Internazionale                      | 2 – 1               | AC Milan                    |
| ----------------------------------- | ------------------- | --------------------------- |
| Lukaku 71' (11-esből) Eriksen 90+7' | (0 – 1) Jegyzőkönyv | 31', 45+1', 58′ Ibrahimović |

| Giuseppe Meazza Stadion, Milánó Nézőszám: 0 (megjegyzés:Az olaszországi COVID-19 járvány miatt a mérkőzést zárt ajtók mögött játszották) Játékvezető: Paolo Valeri (olasz) |

| 2021 február 03. 20:45, elődöntő első mérkőzés |

| Internazionale | 1 – 2               | Juventus                    |
| -------------- | ------------------- | --------------------------- |
| Martínez 9'    | (1 – 2) Jegyzőkönyv | 26' (11-esből), 35' Ronaldo |

| Giuseppe Meazza Stadion, Milánó Nézőszám: 0 (megjegyzés:Az olaszországi COVID-19 járvány miatt a mérkőzést zárt ajtók mögött játszották) Játékvezető: Gianpaolo Calvarese (olasz) |

| 2021. február 09. 20:45, elődöntő második mérkőzés |

| Juventus | 0 – 0       | Internazionale |
| -------- | ----------- | -------------- |
|          | Jegyzőkönyv |                |

| Allianz Stadion, Torino Nézőszám: 0 (megjegyzés:Az olaszországi COVID-19 járvány miatt a mérkőzést zárt ajtók mögött játszották) Játékvezető: Maurizio Mariani (olasz) |

## Bajnokok ligája

### B csoport
| Hely. | Csapat                   | M | Gy | D | V | G+ | G– | Gk | P  | Továbbjutás                             |  | RM  | MÖN | SHA | INT |
| ----- | ------------------------ | - | -- | - | - | -- | -- | -- | -- | --------------------------------------- |  | --- | --- | --- | --- |
| 1.    | Real Madrid              | 6 | 3  | 1 | 2 | 11 | 9  | +2 | 10 | Továbbjut az egyenes kieséses szakaszba |  | —   | 2–0 | 2–3 | 3–2 |
| 2.    | Borussia Mönchengladbach | 6 | 2  | 2 | 2 | 16 | 9  | +7 | 8  | Továbbjut az egyenes kieséses szakaszba |  | 2–2 | —   | 4–0 | 2–3 |
| 3.    | Sahtar Doneck            | 6 | 2  | 2 | 2 | 5  | 12 | −7 | 8  | Átkerül az Európa-ligába                |  | 2–0 | 0–6 | —   | 0–0 |
| 4.    | Internazionale           | 6 | 1  | 3 | 2 | 7  | 9  | −2 | 6  |                                         |  | 0–2 | 2–2 | 0–0 | —   |

### Csoportkör
| 2020. október 21. 21:00 |

| Internazionale  | 2 – 2               | Mönchengladbach            |
| --------------- | ------------------- | -------------------------- |
| Lukaku 49', 90' | (0 – 0) Jegyzőkönyv | 62' Bensebaini 85' Hofmann |

| Giuseppe Meazza Stadion, Milánó, Olaszország Nézőszám: 1 000 Játékvezető: Björn Kuipers (holland) |

| 2020. október 27. 18:55 |

| Sahtar Doneck | 0 – 0       | Internazionale |
| ------------- | ----------- | -------------- |
|               | Jegyzőkönyv |                |

| Metaliszt, Doneck, Ukrajna Nézőszám: 10 178 Játékvezető: Georgi Kabakov (bolgár) |

| 2020. november 3. 21:00 |

| Real Madrid                       | 3 – 2               | Internazionale           |
| --------------------------------- | ------------------- | ------------------------ |
| Benzema 25' Ramos 33' Rodrygo 80' | (2 – 1) Jegyzőkönyv | 35' Martínez 68' Perišić |

| Alfredo di Stéfano, Madrid, Spanyolország Nézőszám: 0 (megjegyzés:A spanyolországi COVID-19 járvány miatt a mérkőzést zárt ajtók mögött játszották) Játékvezető: Clément Turpin (francia) |

| 2020. november 25. 21:00 |

| Internazionale | 0 – 2               | Real Madrid                     |
| -------------- | ------------------- | ------------------------------- |
|                | (0 – 1) Jegyzőkönyv | 7' (11-esből) Hazard 59' Hakimi |

| Giuseppe Meazza Stadion, Milánó, Olaszország Nézőszám: 0 (megjegyzés:Az olaszországi COVID-19 járvány miatt a mérkőzést zárt ajtók mögött játszották) Játékvezető: Anthony Taylor (angol) |

| 2020. december 1. 21:00 |

| Mönchengladbach | 2 – 3               | Internazionale              |
| --------------- | ------------------- | --------------------------- |
| Pléa 45+1', 75' | (1 – 1) Jegyzőkönyv | 17' Darmian 64', 73' Lukaku |

| Borussia-Park, Mönchengladbach, Németország Nézőszám: 0 (megjegyzés:A németországi COVID-19 járvány miatt a mérkőzést zárt ajtók mögött játszották) Játékvezető: Danny Makkelie (holland) |

| 2020. december 9. 21:00 |

| Internazionale | 0 – 0       | Sahtar Doneck |
| -------------- | ----------- | ------------- |
|                | Jegyzőkönyv |               |

| Giuseppe Meazza Stadion, Milánó, Olaszország Nézőszám: 0 (megjegyzés:Az olaszországi COVID-19 járvány miatt a mérkőzést zárt ajtók mögött játszották) |

## Statisztika
2021. május 23-án lett frissítve
| Kiírás          | Statisztikák | Statisztikák | Statisztikák | Statisztikák | Statisztikák | Statisztikák | Statisztikák | Kezdő forduló/ helyezés | Végső forduló/ helyezés | Mérkőzések dátumai   | Mérkőzések dátumai | Mérkőzések dátumai |
| Kiírás          | M            | GY           | D            | V            | LG–KG        | GK           | Gy %         | Kezdő forduló/ helyezés | Végső forduló/ helyezés | Első                 | Utolsó             | Következő          |
| --------------- | ------------ | ------------ | ------------ | ------------ | ------------ | ------------ | ------------ | ----------------------- | ----------------------- | -------------------- | ------------------ | ------------------ |
| Serie A         | 38           | 28           | 07           | 03           | 89 – 35      | +54          | 73.68%       | 11                      | Győztes                 | 2020. szeptember 26. | 2021. május 23.    | -                  |
| Olasz kupa      | 04           | 02           | 01           | 01           | 5 – 4        | +1           | 50.00%       | (legjobb 32)            | –                       | 2021. január 13.     | 2021. február 09.  | -                  |
| Bajnokok ligája | 06           | 01           | 03           | 02           | 7 – 9        | –2           | 16.67%       | (csoportkör)            | Csoportkör (4. hely)    | 2020. október 21.    | 2020. december 09. | –                  |
| Összesen        | 48           | 031          | 011          | 06           | 101 – 48     | +50          | 64.58%       | –                       | –                       | –                    | –                  | –                  |

| Összesen | Összesen | Összesen | Összesen | Összesen | Összesen | Összesen | Otthon | Otthon | Otthon | Otthon | Otthon  | Otthon | Otthon | Idegenben | Idegenben | Idegenben | Idegenben | Idegenben | Idegenben | Idegenben |
| M        | GY       | D        | V        | LG–KG    | GK       | P        | M      | GY     | D      | V      | LG–KG   | GK     | P      | M         | GY        | D         | V         | LG–KG     | GK        | P         |
| -------- | -------- | -------- | -------- | -------- | -------- | -------- | ------ | ------ | ------ | ------ | ------- | ------ | ------ | --------- | --------- | --------- | --------- | --------- | --------- | --------- |
| 38       | 28       | 7        | 3        | 89 – 35  | +54      | 91       | 19     | 17     | 1      | 1      | 53 – 18 | +35    | 52     | 19        | 11        | 6         | 2         | 36 – 17   | +19       | 39        |

### Helyezések fordulónként
| Forduló  | 1   | 2  | 3  | 4  | 5  | 6  | 7  | 8  | 9  | 10 | 11 | 12 | 13 | 14 | 15 | 16 | 17 | 18 | 19 | 20 | 21 | 22 | 23 | 24 | 25 | 26 | 27 | 28 | 29 | 30 | 31 | 32 | 33 | 34 | 35 | 36 | 37 | 38 |
| -------- | --- | -- | -- | -- | -- | -- | -- | -- | -- | -- | -- | -- | -- | -- | -- | -- | -- | -- | -- | -- | -- | -- | -- | -- | -- | -- | -- | -- | -- | -- | -- | -- | -- | -- | -- | -- | -- | -- |
| Helyszín | I   | O  | I  | O  | I  | O  | I  | O  | I  | O  | I  | O  | O  | I  | O  | I  | I  | O  | I  | O  | I  | O  | I  | O  | I  | O  | I  | O  | I  | O  | I  | I  | O  | I  | O  | O  | I  | O  |
| Eredmény | GY  | GY | D  | V  | GY | D  | D  | GY | GY | GY | GY | GY | GY | GY | GY | V  | D  | GY | D  | GY | GY | GY | GY | GY | GY | GY | GY | GY | GY | GY | D  | D  | GY | GY | GY | GY | V  | GY |
| Helyezés | 11. | 3. | 4. | 6. | 4. | 6. | 7. | 5. | 2. | 2. | 2. | 2. | 2. | 2. | 2. | 2. | 2. | 2. | 2. | 2. | 2. | 1. | 1. | 1. | 1. | 1. | 1  | 1. | 1. | 1. | 1. | 1. | 1. | 1  | 1. | 1. | 1. | 1  |

Helyszín: O = Otthon; I = Idegenben. Eredmény: GY = Győzelem; D = Döntetlen; V = Vereség.
A csapat helyezései fordulónként, idővonalon ábrázolva.

### Keret statisztika
2021. május 23-án lett frissítve
| 1                              | GK | Samir Handanović                            | 37 | 0  | 4 | 0 | 6 | 0 | 47 | 0  |
| 2                              | DF | Achraf Hakimi                               | 37 | 7  | 3 | 0 | 5 | 0 | 45 | 7  |
| 5                              | MF | Roberto Gagliardini                         | 28 | 3  | 1 | 0 | 4 | 0 | 33 | 3  |
| 6                              | DF | Stefan de Vrij                              | 32 | 1  | 4 | 0 | 6 | 0 | 42 | 1  |
| 7                              | FW | Alexis Sánchez                              | 30 | 7  | 3 | 0 | 5 | 0 | 38 | 7  |
| 8                              | MF | Matías Vecino                               | 8  | 1  | 0 | 0 | 0 | 0 | 8  | 1  |
| 9                              | FW | Romelu Lukaku                               | 36 | 24 | 3 | 2 | 5 | 4 | 44 | 30 |
| 10                             | FW | Lautaro Martínez                            | 38 | 17 | 4 | 1 | 6 | 1 | 48 | 19 |
| 11                             | DF | Aleksandar Kolarov                          | 7  | 0  | 3 | 0 | 1 | 0 | 11 | 0  |
| 12                             | MF | Stefano Sensi                               | 18 | 0  | 2 | 0 | 1 | 0 | 19 | 0  |
| 13                             | DF | Andrea Ranocchia (csapatkapitány-helyettes) | 8  | 0  | 1 | 0 | 0 | 0 | 9  | 0  |
| 14                             | MF | Ivan Perišić                                | 32 | 4  | 4 | 0 | 6 | 1 | 42 | 5  |
| 15                             | DF | Ashley Young                                | 26 | 1  | 3 | 0 | 5 | 0 | 34 | 1  |
| 22                             | MF | Arturo Vidal                                | 23 | 1  | 3 | 1 | 4 | 0 | 30 | 2  |
| 23                             | MF | Nicolò Barella                              | 36 | 3  | 4 | 0 | 6 | 0 | 46 | 3  |
| 24                             | MF | Christian Eriksen                           | 26 | 3  | 4 | 1 | 4 | 0 | 34 | 4  |
| 27                             | GK | Daniele Padelli                             | 1  | 0  | 0 | 0 | 0 | 0 | 1  | 0  |
| 33                             | DF | Danilo D’Ambrosio                           | 19 | 3  | 0 | 0 | 5 | 0 | 24 | 3  |
| 36                             | DF | Matteo Darmian                              | 26 | 3  | 3 | 0 | 4 | 1 | 33 | 4  |
| 37                             | DF | Milan Škriniar                              | 32 | 3  | 4 | 0 | 3 | 0 | 39 | 3  |
| 77                             | MF | Marcelo Brozović                            | 33 | 2  | 4 | 0 | 5 | 0 | 42 | 2  |
| 95                             | DF | Alessandro Bastoni                          | 33 | 0  | 2 | 0 | 6 | 0 | 41 | 0  |
| 97                             | GK | Andrei Radu                                 | 2  | 0  | 0 | 0 | 0 | 0 | 2  | 0  |
| 99                             | FW | Andrea Pinamonti                            | 9  | 1  | 1 | 0 | 1 | 0 | 10 | 1  |
| Már nem tagja az idei keretnek |    |                                             |    |    |   |   |   |   |    |    |
| 44                             | MF | Radja Nainggolan                            | 4  | 0  | 0 | 0 | 1 | 0 | 5  | 0  |

### Góllövőlista
Legutóbb 2021. május 12-én lett frissítve.
| #        | Mezszám  | Poszt    | Nemzet   | Név                 | Serie A | Olasz kupa | UEFA BL | Összesen |
| -------- | -------- | -------- | -------- | ------------------- | ------- | ---------- | ------- | -------- |
| 1        | 9        | CS       | belga    | Romelu Lukaku       | 22      | 2          | 4       | 28       |
| 2        | 10       | CS       | argentin | Lautaro Martínez    | 16      | 1          | 1       | 18       |
| 3        | 2        | V        | marokkói | Achraf Hakimi       | 7       | 0          | 0       | 7        |
| 3        | 7        | CS       | chilei   | Alexis Sánchez      | 7       | 0          | 0       | 7        |
| 5        | 14       | KP       | horvát   | Ivan Perišić        | 3       | 0          | 1       | 4        |
| 5        | 36       | V        | olasz    | Matteo Darmian      | 3       | 0          | 1       | 4        |
| 7        | 5        | KP       | olasz    | Roberto Gagliardini | 3       | 0          | 0       | 3        |
| 7        | 23       | KP       | olasz    | Nicolò Barella      | 3       | 0          | 0       | 3        |
| 7        | 24       | KP       | dán      | Christian Eriksen   | 2       | 1          | 0       | 3        |
| 7        | 33       | V        | olasz    | Danilo D'Ambrosio   | 3       | 0          | 0       | 3        |
| 7        | 37       | V        | szlovák  | Milan Škriniar      | 3       | 0          | 0       | 3        |
| 12       | 22       | KP       | chilei   | Arturo Vidal        | 1       | 1          | 0       | 2        |
| 12       | 77       | KP       | horvát   | Marcelo Brozović    | 2       | 0          | 0       | 2        |
| 13       | 6        | V        | holland  | Stefan de Vrij      | 1       | 0          | 0       | 1        |
| 13       | 8        | KP       | uruguayi | Matías Vecino       | 1       | 0          | 0       | 1        |
| 13       | 99       | CS       | olasz    | Andrea Pinamonti    | 1       | 0          | 0       | 1        |
| Öngólok  | Öngólok  | Öngólok  | Öngólok  | Öngólok             | 4       | 0          | 0       | 4        |
| Összesen | Összesen | Összesen | Összesen | Összesen            | 81      | 5          | 7       | 94       |

### Kapusteljesítmények
Az alábbi táblázatban a csapat kapusainak teljesítményét tüntettük fel.
A felkészülési mérkőzéseket nem vettük figyelembe.
2021. május 12-én lett frissítve
| Helyezés | Kapus            | Bajnokság        | Bajnokság         | Olasz Kupa      | Olasz Kupa        | Bajnokok Ligája | Bajnokok Ligája   | Összesen        | Összesen          |
| Helyezés | Kapus            | Összes mérkőzést | Ebből gól nélküli | Összes mérkőzés | Ebből gól nélküli | Összes mérkőzés | Ebből gól nélküli | Összes mérkőzés | Ebből gól nélküli |
| -------- | ---------------- | ---------------- | ----------------- | --------------- | ----------------- | --------------- | ----------------- | --------------- | ----------------- |
| 1        | Samir Handanović | 35               | 14                | 4               | 1                 | 6               | 2                 | 45              | 17                |
| 97       | Andrei Radu      | 2                | 0                 | 0               | 0                 | 0               | 0                 | 2               | 0                 |
| 27       | Daniele Padelli  | 0                | 0                 | 0               | 0                 | 0               | 0                 | 0               | 0                 |
| 46       | Tommaso Berni    | 0                | 0                 | 0               | 0                 | 0               | 0                 | 0               | 0                 |
|          |                  | 37               | 14                | 4               | 1                 | 6               | 2                 | 47              | 17                |